# Nyingmapa
A nyingma (tibeti:རྙིང་མ་པ།, 

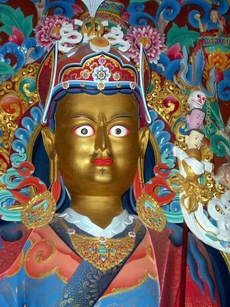
Padmaszambhava, a tibeti buddhizmus megalapítójának ábrázolása

irodalmi tibeti: rnying-ma-pa) a  tibeti buddhizmus négy fő iskolájának (nyingma, szakja, kagyü, gelug) egyike, a legrégibb, hívei a buddhizmus első tibeti megjelenéséhez kapcsolják, nevét is innen kapta. A hagyomány szerint alapítója a tantrikus tanításairól ismert Padmaszambhava.
970 körül egy nyugat-tibeti király Kasmírba küldte Rincsen Szangpót (985–1055), a neves buddhista tanítót, hogy  az indiai mesterektől sajátítsa el az eredeti buddhista tanokat, vezesse vissza a hívőket az önmegtartóztatás, a papi nőtlenség és a valódi meditációs gyakorlatok eredeti tanításaihoz. 1044-ben a híres tantrista mester, Atísa Tibetbe érkezett, és a tibeti buddhisták között Rincsen Szangpóval együtt reformot hirdetett (ez a későbbi gelugpa alapja). Ezt a reformot azonban Padhaszambhavára hivatkozva néhányan nem fogadták el, őket később „Ősieknek” (Nyingmapa)  nevezték.
Önálló kánonnal rendelkeznek, aminek alapját a terma-irodalom és  régi tantra-gyűjtemények (rnying-ma'irgyud-'bum)  alkotják.
Legismertebb munkájuk a Tibeti halottaskönyv (Bardo tödol), a buddhizmus szempontjából azonban a Szívcsepp (snying-thig) című terma-szöveg a legjelentősebb, amely az iskola meditációs rendszerét (dzogcsen:nagy tökéletesség) foglalja össze. A munkát a 12. században Zsangtön fedezte fel, és Longcshenpa (1308–1363) kommentálta. A mű az elme vele született tisztaságát is hirdeti, illetve szerepel benne a hirtelen ébredés tana, amelyeket kínai mesterek által közvetített gondolatoknak tartanak.  A mű sziddha-tanokkal keveredve a legmagasabb szintű nyingma-jóga, az atijóga alapja. A dzongcsent más iskolák nem ismerik el, sőt bizalmatlanul fogadják. Ennek oka nem annyira a tan szexuális vonatkozásában rejlik, hanem abban, hogy tanításuk kizárólag az elme gyakorlására összpontosít. A nyingma a nem-kettős tudat elérését és az ebben az állapotban való megmaradást tűzi ki célul.
Híres képviselőjük a rimé mozgalom  egyik meghatározó alakja Mipham (megh. 1918).